# Paranecrosaurus feisti
Il paranecrosauro (Paranecrosaurus feisti) è un rettile squamato estinto, appartenente ai platinoti. Visse nell'Eocene medio (circa 48 - 46 milioni di anni fa) e i suoi resti fossili sono stati ritrovati in Germania.

## Descrizione
Questo animale era lungo circa un metro e doveva assomigliare molto a un odierno varano. Era caratterizzato da un tipo di squamatura unica tra tutti i sauri, che consisteva in piccole squame carenate sulla testa (tra cui una fila di grandi squame sopraorbitali mediali) e in grandi squame carenate romboidali (ricoperte di osteodermi) che ricoprivano il resto del corpo. Erano inoltre presenti due file di grandi squame che decorrevano lungo il collo. La testa era compressa lateralmente e a forma di scatola, a causa della presenza di una notevole cresta cantale-temporale. Le zampe e la coda erano molto allungate. 
Tra le caratteristiche osteologiche più notevoli di Paranecrosaurus si ricordano un vomere dentato a forma di cinghia, una septomaxilla dotata di un lungo processo posteriore, l'osso palpebrale con un lungo processo posterolaterale, una prominenza lacrimale e un singolo forame lacrimale, un processo cultriforme ben sviluppato sul parabasisfenoide, due forami ipoglossali oltre a quello per il vagus, e la mancanza di fori di riassorbimento per i denti sostitutivi. È inoltre possibile che i denti venissero sostituiti più di una volta nello stesso identico spazio. È probabile, infine, che vi fosse un certo grado di mobilità della mandibola, grazie a modificazioni dei tessuti molli.

## Classificazione
I primi fossili di questo animale vennero rinvenuti nel famoso giacimento di Messel in Germania, in terreni dell'Eocene medio. Inizialmente questi fossili (alcuni scheletri completi) vennero descritti da Stritzke come una nuova specie del genere Saniwa (S. feisti), un genere di varanidi precedentemente noto per numerosi fossili rinvenuti in Nordamerica in terreni più o meno coevi. Successive indagini hanno però evidenziato che la specie europea era decisamente differente dai Saniwa americani, e invece decisamente affine ai generi europei Palaeovaranus ed Eosaniwa (Augé, 2005; Georgalis, 2017). Uno studio del 2021 ha poi definitivamente chiarito le affinità della specie tedesca, grazie a uno studio approfondito tramite stereoradiografia e tomografia assiale computerizzata ad alta definizione, ascrivendola al nuovo genere Paranecrosaurus. Secondo lo studio, Paranecrosaurus fa parte della famiglia Palaeovaranidae, un gruppo di rettili simili a varani ma imparentati solo alla lontana con i varanidi veri e propri (Smith e Habersetzer, 2021).

## Paleoecologia
Le analisi dei contenuti della zona dell'intestino di Parancecrosaurus indicano che questo animale si era nutrito di una lucertola di dimensioni minori (Cryptolacerta hassiaca), a indicare abitudini francamente carnivore. La conservazione dei denti di Paranecrosaurus suggerisce che la fisiologia gastrica di questo animale avesse un'alta acidità ma una bassa attività enzimatica. Lo studio del 2021, inoltre, ha ricostruito Paranecrosaurus come un varanoide basale potente e camminatore, dalle spiccate attitudini carnivore e dotato di un muso sensibile. 